# Washburn (condado de Clark, Wisconsin)
Washburn es un pueblo ubicado en el condado de Clark en el estado estadounidense de Wisconsin. En el Censo de 2010 tenía una población de 290 habitantes y una densidad poblacional de 3,08 personas por km².

## Geografía
Washburn se encuentra ubicado en las coordenadas 44°27′26″N 90°30′58″O / 44.45722, -90.51611. Según la Oficina del Censo de los Estados Unidos, Washburn tiene una superficie total de 94.06 km², de la cual 93.69 km² corresponden a tierra firme y (0.39%) 0.37 km² es agua.

## Demografía
Según el censo de 2010, había 290 personas residiendo en Washburn. La densidad de población era de 3,08 hab./km². De los 290 habitantes, Washburn estaba compuesto por el 97.59% blancos, el 0% eran afroamericanos, el 0.34% eran amerindios, el 0.34% eran asiáticos, el 0% eran isleños del Pacífico, el 1.72% eran de otras razas y el 0% pertenecían a dos o más razas. Del total de la población el 3.45% eran hispanos o latinos de cualquier raza.